# 武宁南路
武宁南路中華人民共和國上海市静安区西北-東南走向道路，西北起自长寿路，接武宁路，東南至万航渡路。全长1220米，宽32米至40米，车行道宽25米。道路名稱來自江西武宁县。
1945年中國抗日戰爭結束後至1950年代，市政當局就想從現今的武寧路修建道路至梵皇渡路，但未能實施。1980年代初，延伸項目啟動，但啟動不久因資金問題中斷。1994年3月8日，靜安區區長童永歙在静安区人大十一届二次会议上宣布将武宁南路工程列为1994年和1995年静安区第一号实事。1994年12月15日，武寧南路開工。該道路最終於1995年9月18日通車。